# Semper Fi
Semper Fi (bra:Lealdade à Prova) é um filme de drama policial de 2019 dirigido por Henry-Alex Rubin, a partir de um roteiro de Rubin e Sean Mullin. O filme aegue a história de um policial que traça um plano com amigos para retirar o irmão da cadeia, preso após matar um homem acidentalmente.
Foi lançado no Brasil pelo Telecine Play.

## Elenco
- Jai Courtney como Callahan
- Nat Wolff como Oyster
- Finn Wittrock como Jaeger
- Beau Knapp como Milk
- Arturo Castro como Snowball
- Leighton Meester como Clara
- Lance E. Nichols como Balfour
- Rachel Hendrix como Rachel
- Wayne Péré como Tom Nichols
- Sylvie Grace Crim como Carrie
- Ashton Leigh como Val

## Recepção
Semper Fi recebeu críticas mistas para negativas dos críticos de cinema. Ele possui uma taxa de aprovação de 19% no site agregador de críticas Rotten Tomatoes, com base em 16 críticas, com uma média ponderada de 4,8 / 10. No Metacritic, o filme tem uma classificação de 48 em 100, com base em 5 críticos, indicando "críticas mistas ou médias".